# Олигомерные красители
Олигомерные красители — полимерорастворимые красители, в основном предназначенные для окраски в массе широкого спектра промышленных термопластов. Особенность строения молекулы олигомерного красителя состоит в том, что окрашенный фрагмент (хромофор) связан ковалентной связью олигомерным остатком. Хромофорная часть отвечает за колористические свойства (цвет, оттенок, светостойкость), а олигомерная часть обеспечивает растворимость в окрашиваемом полимере и миграционную устойчивость окраски.
Олигомерные красители, в отличие от пигментов, окрашивают полимер гомогенно, а не гетерогенно, поэтому прочность полимера, окрашенного олигомерным красителем выше, чем окрашенного пигментом, а иногда выше неокрашенного полимера.
Также олигомерный краситель играет роль специфического ПАВ и блокирует сорность полимера, снижая частоту обрывов стренги и раздувного пузыря.